# Bedford TJ
Dieser Artikel wurde auf der  Qualitätssicherungsseite des Portals Auto und Motorrad eingetragen. 
Bitte hilf mit, ihn zu verbessern, und beteilige dich an der Diskussion. (+)

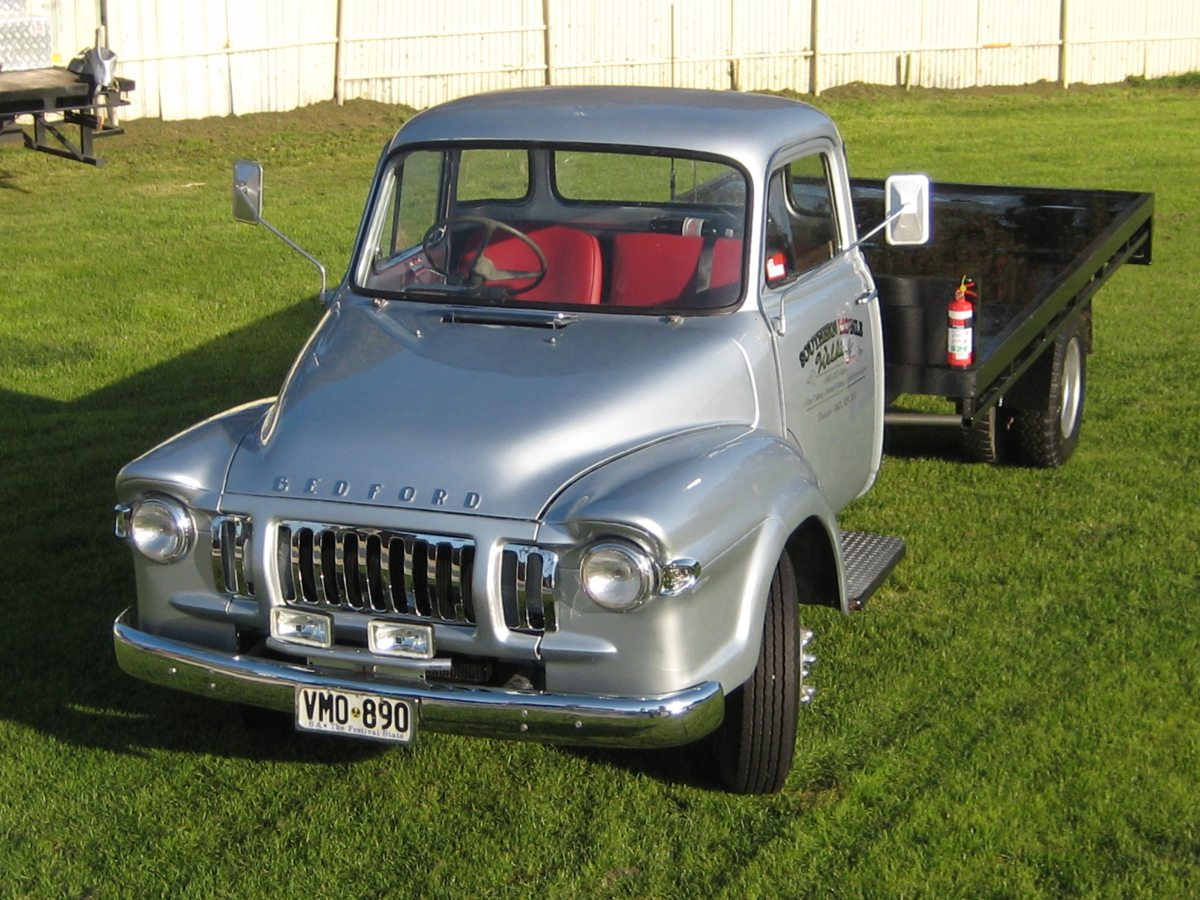
Bedford TJ J3

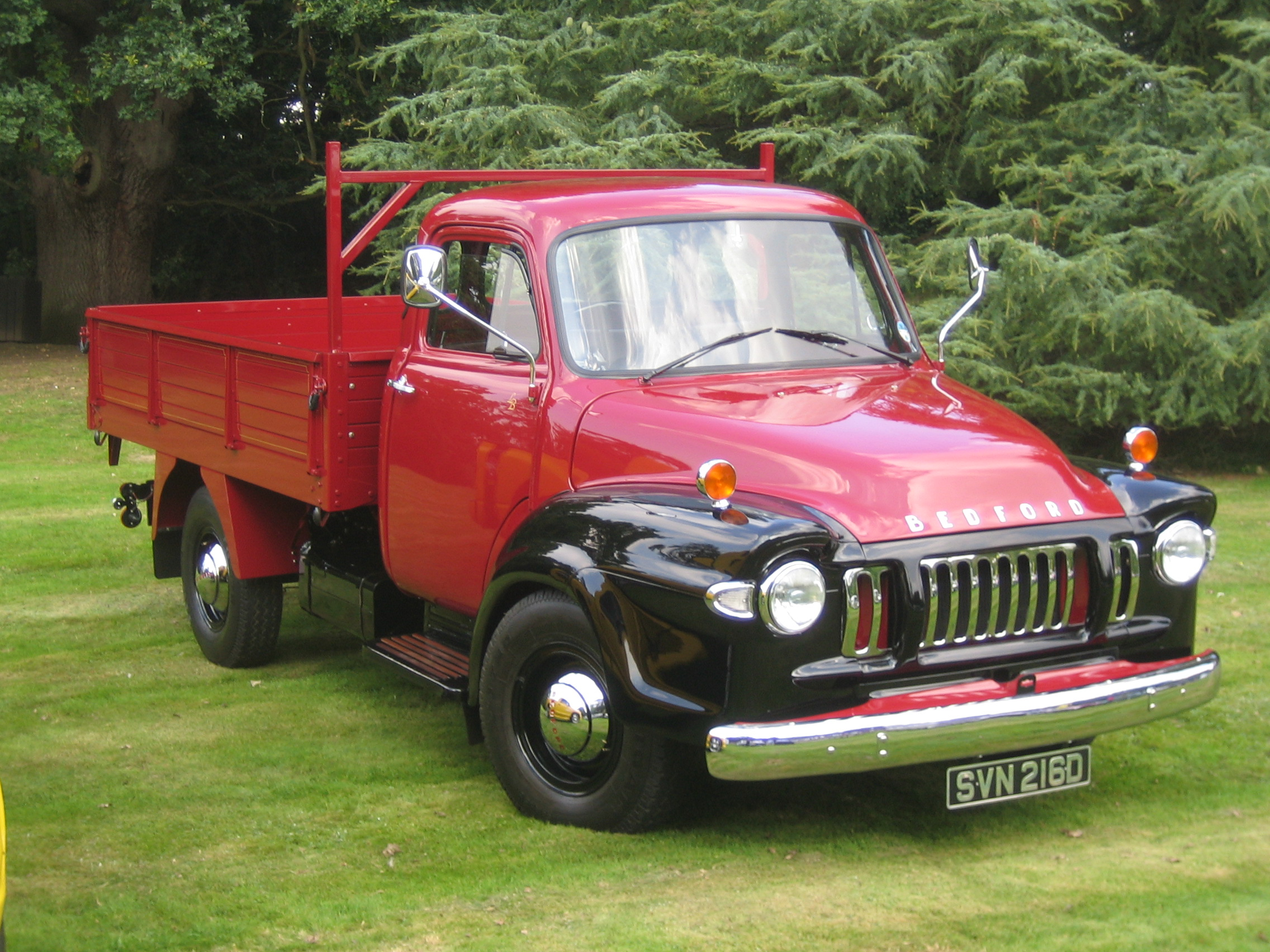
Bedford TJ als Kipper (1966)

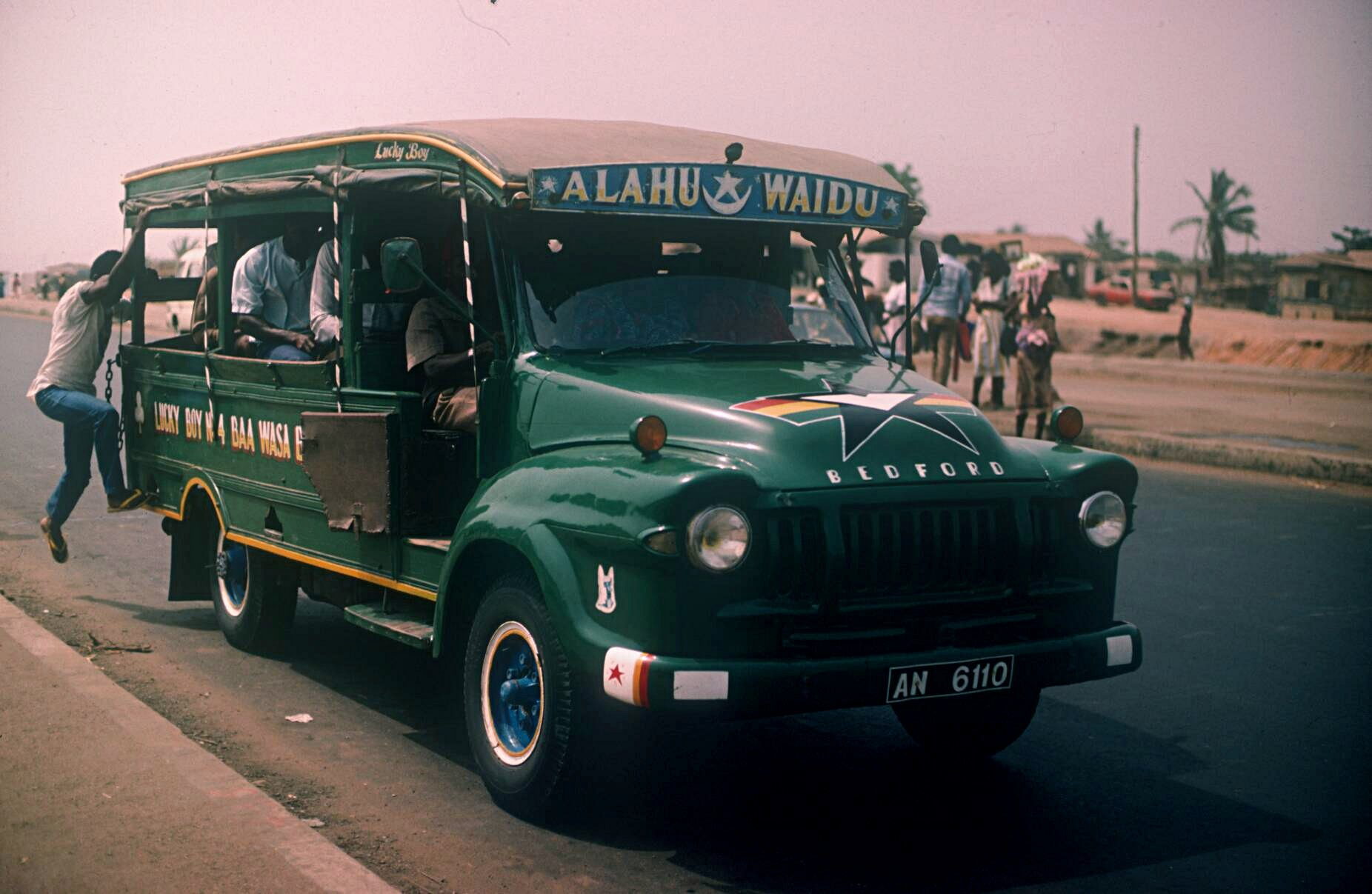
Bedford TJ als Bus „Mama Lorry“ in Ghana

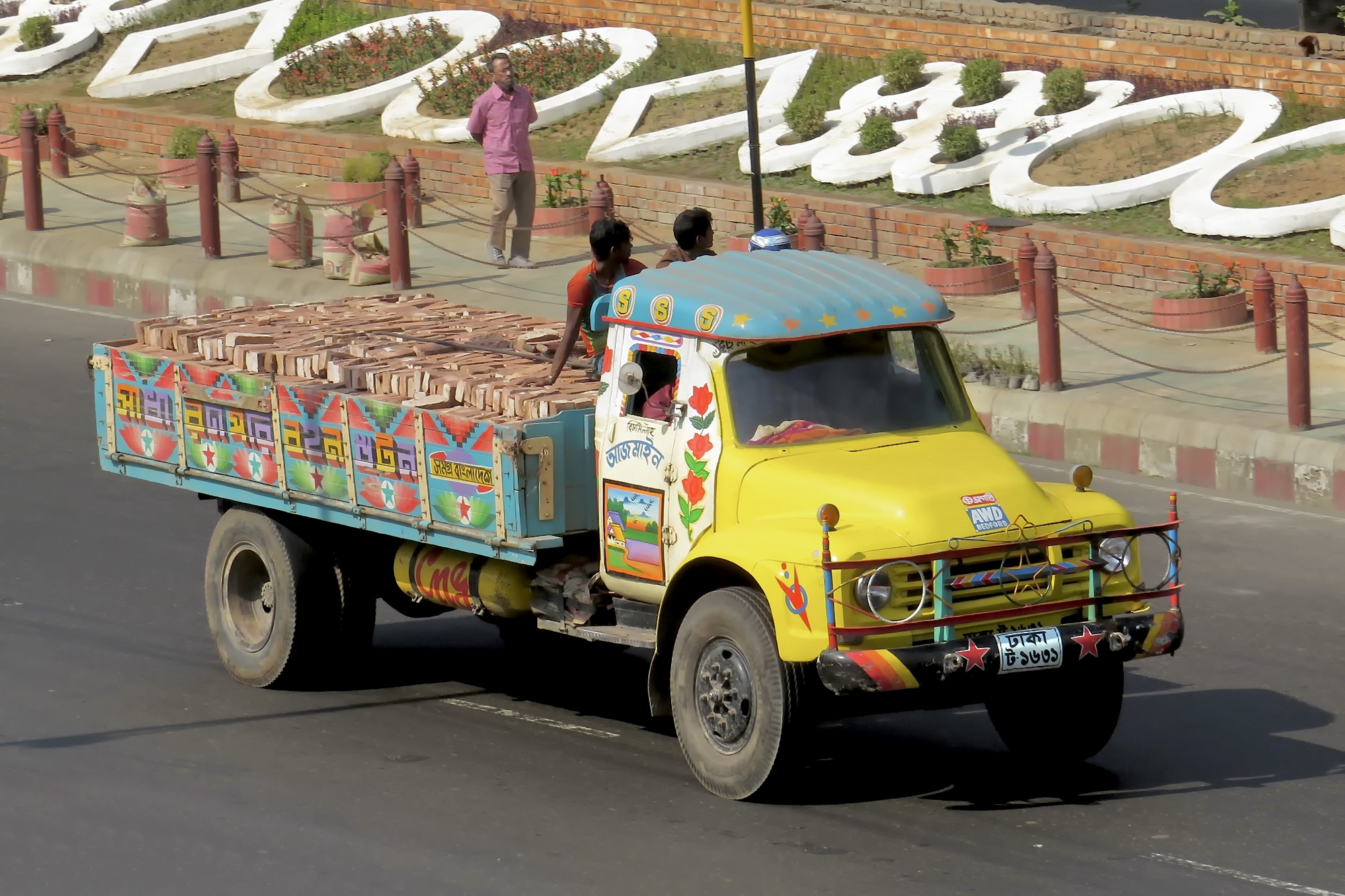
AWD oder Marshall Bedford TJ Pritschenwagen in Bangladesch. Das AWD wahrzeichen ist auf der vorderseite sichtbar

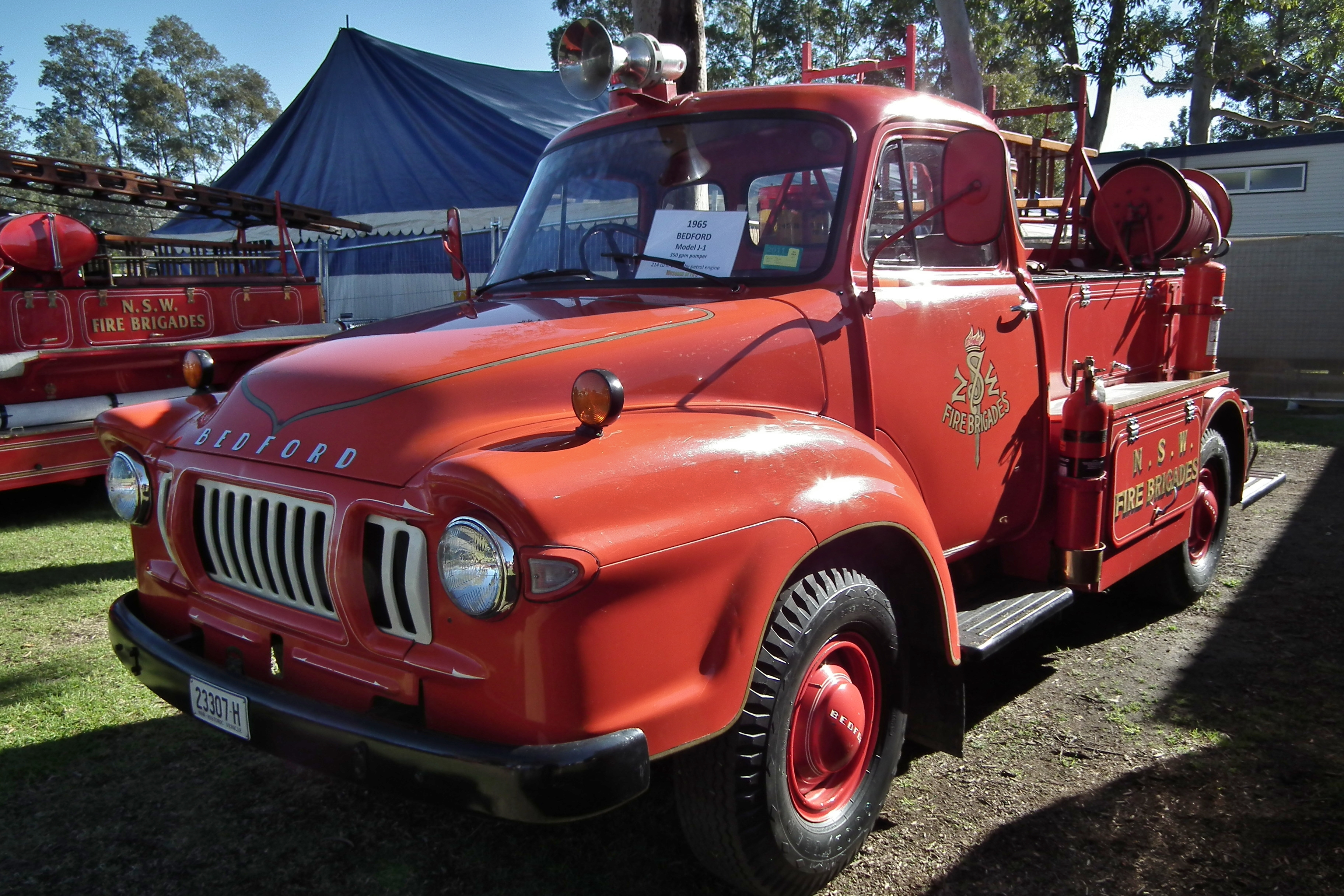
Bedford J1 als feuerwehrauto eingesetzt, war es mit einer Nutzlast von etwa 1,5 Tonnen eine der leichtesten Varianten der TJ-Serie. Dieses und das leichtere J0 wurden durch das Bedford KB ersetzt.

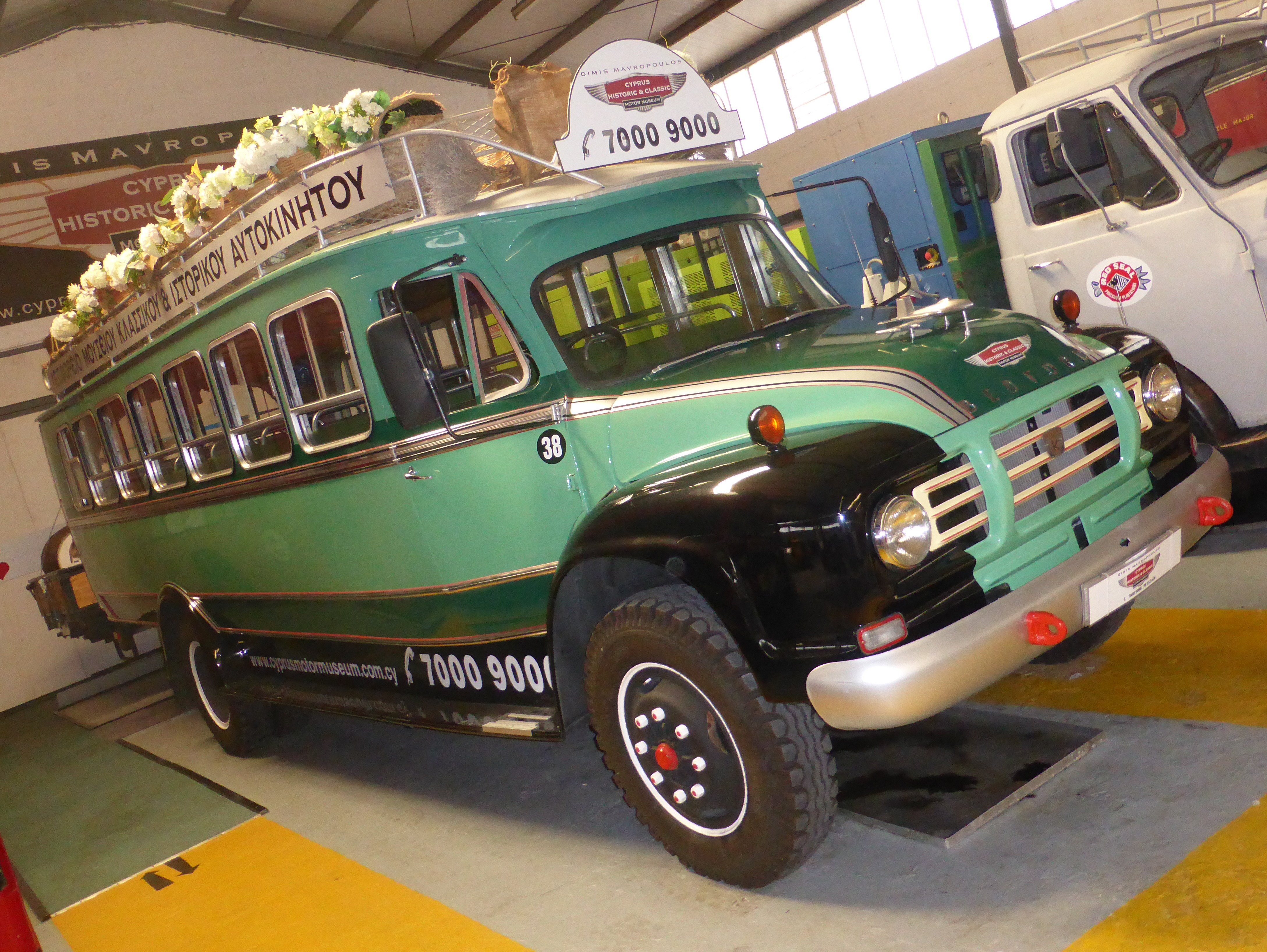
Ein Bedford TJ-Bus in Zypern, lokal gebaut

Der Bedford TJ war ein leichter LKW, den Bedford herstellte.

## Geschichte
Der TJ wurde 1958 als modernisierte Variante des TD vorgestellt. Es gab ihn in Großbritannien bis 1975, danach wurde er bis 1986 nur noch für den Export gefertigt. AWD baute ihn dann noch bis Anfang der 1990er-Jahre. Der Lkw wurde in unzählige Länder exportiert, darunter Pakistan, Indien, Australien, Neuseeland, Argentinien, Malta, Trinidad, weite teile Europas, Bangladesch, die Niederlande und er wurde auch in Zypern in Lizenz hergestellt, wo er als Basis für viele Busse diente.

### Indien und Pakistan
Die indische Hindustan Motors stellte die größeren Versionen J5 und J6 ab 1968 her. Nachdem die Fahrzeuge sich als nicht konkurrenzfähig gegenüber den Produkten von Tata und Ashok Leyland erwiesen hatten, stellte man die Fertigung ein. In Pakistan wurden der J5 und der J6 weiterhin gebaut und dominierten den Nutzfahrzeugmarkt.
1992 wurde AWD von Marshall SPV gekauft, das den TJ in begrenzter Anzahl bis 1998 weiter baute, als die letzten 100 Lastwagen nach Kenia verschifft wurden. Der TJ wurde aufgrund seiner langen Produktion und Langlebigkeit zu einem legendären Fahrzeug in den Ländern, in denen er eingesetzt wurde.

### Australien
In Australien wurde der TJ als Holden verkauft.

## Modelle
- J0
- J1
- J2[4]
- J3[5]
- J4
- J5[6]
- J6[7]

## Fahrgestellcodes

### Von 1958 bis Juni 1967
- J1 1,5 to.
- J2S 3 to.
- J2L 3 to.
- J3L 4 to.
- J4L 5 to.
- J4E 5 to.
- J4A 8 to. Zugmaschine
- J5S 6 to.
- J5L 6 to.
- J6S 7 to.
- J6L 7 to.

Die dritte und vierte Ziffer geben den Motortyp an:
- 1=300 cu in (4.916 cm³) Diesel
- 2=214 cu in (3.507 cm³) Benzin
- 3=300 cu in (4.916 cm³) Benzin
- 5=330 cu in (5.408 cm³) Diesel
- 7=200 cu in (3.277 cm³) Diesel
- 10=220 cu in (3.605 cm³) Diesel

### Ab Juli 1967
Die Fahrgestellcodes wurden im Juli 1967 geändert, damit Bedford den neuen gesetzlichen Vorschriften in Großbritannien nachkam (Construction and Use Regulations).
- CDD/CHD 1,5 to.
- CDJ/CHJ 3 to.
- CDL/CHL 4 to.
- CFM/CJM 5 to.
- CFN/CJN 6 to.
- CFQ/CJQ 7 to.

Der zweite Buchstabe gibt den Motortyp an:
- D=214 cu in (3.507 cm³) Benzin
- F=300 cu in (4.916 cm³) Benzin
- H=220 cu in (3.605 cm³) Diesel
- J=330 cu in (5.408 cm³) Diesel

## Motoren
Folgende Motoren waren erhältlich:
- 200 cu in (3.277 cm³) Diesel
- 214 cu in (3.507 cm³) Benzin
- 220 cu in (3.605 cm³) Diesel
- 300 cu in (4.916 cm³) Benzin
- 300 cu in (4.916 cm³) Diesel
- 330 cu in (5.408 cm³) Diesel